# 金鍾五
金鍾五（韓語：김종오，1921年5月22日—1966年3月30日），韓国軍官。
朝鲜战争爆发时指挥韩国陆军第6師。参加过春川战役、白马高地战役。停战後任陸軍参謀总長、联合参谋本部議長（参谋长会议主席），最终军衔为上将。

## 人物
1921年5月22日出生于忠清北道清州郡（現在的清州市）。
日本中央大学法学部学生，进入日本陸軍任少尉军官。
1946年1月、进入大韓民国陸軍前身的南朝鮮國防警備隊。1月22日軍事英語学校毕业，任少尉。軍番31番。
1946年2月26日，在全羅北道与金白一中尉组建第3團。
1947年12月1日、担任京畿道第1團團長。
1949年驻扎在38线附近春川，与朝鲜人民军对峙。
1950年6月10日，任第6师师长。
1950年6月25日，朝鲜战争爆发。韓国第6師在朝鮮人民軍第2師（李青松少将）独立战车團和第7師（崔仁少将）的进攻下溃败，6月27日放弃春川，退往原州。6月30日再次退到忠州进行防御，多次打退朝鮮軍第12師和朝鮮人民軍第1師（崔光少将）的进攻。值得一提的是7月4日-7日，下辖的第7联队（联队长为林富泽林富泽中领）第2大队和第3大队在忠清北道阴城郡同乐里至无极里一带对北韩军第15师团第48联队（联队长金致九大佐）发起反击，突袭了在同乐里国民学校驻扎的敌军，公布的战果为毙伤800余名，俘虏90余名，各种车辆60余台，装甲车3台，步枪1000余支，迫击炮35门，机枪47挺，76毫米炮12门，被称为同乐里战斗同乐里战斗或无极里战斗。李承晚总统给予该联队官兵全体晋升一级的嘉奖。
7月15日第6师编入第2軍（军长劉載興准将），7月25日在朝鮮軍第1師、第13師（崔庸鎮少将）的猛攻下，頴江南岸的陣地失守。7月27日，増援的韓國第1師（师长白善燁准将）赶到，巩固了防御阵地。
8月3日，渡过洛东江的朝鮮第1師发动8月攻勢（又称釜山防禦圈戰役），第6師后退軍威南側的新寧，与朝鮮第8師（吴白龙少将）交战。
9月15日美第8军进行仁川登陆作战，第6師转为攻勢。9月21日夜、第2團團長咸炳善上校集结170辆军车向北方进军，击溃朝鮮第8師，9月22日夺回軍威，9月30日抵达原州。10月5日，第6師越过38线沿春川‐華川‐金化‐平康一路進击。
10月24日，金鍾五亲率6師19團从熙川、6師7團从楚山、6師2團从温井，经由碧潼三路突進。此时中国人民志愿军秘密渡过鸭绿江进入朝鲜半岛，布下埋伏圈，包围了韩军。韩军陷入混乱，金鍾五因车辆事故負傷入院，張都暎准将接任第6师师长。
1950年10月31日、任第9師（白馬師）师長。
1951年1月、任第1军参謀長。3月、任第3師师長。负责防御第3軍右翼的徳積里‐加里峰阵线。
5月15日朝鮮人民軍与志愿军发起五月攻勢。第3師与朝鮮第5軍交战。第3師和左翼的第9師被击溃，5月18日金鍾五第3師退到蒼村，在志愿军追击下，部队溃散。
五月攻勢结束後，金鍾五任人事局長。
1952年5月、任第9師長。9月、晋升少将。10月6日、志愿军第38軍对鐵原北方的395高地发起攻击（白馬高地战役）。经过14回的争夺战，第9師守住395高地。第9師死傷約3500人，志愿军战死約1万余人。
1952年11月、任韩国陆军官校校長。

### 停战後
1954年6月、第1军軍長。10月、任中将。
1956年9月、第5軍軍長。
1957年7月、教育总長。
1960年8月、第一野戰軍司令官。10月、陸軍参謀总長。
1961年6月、聯合參謀本部議長、任上将。
1965年4月、編入预备役。
1966年去世。

## 脚注
1. ↑  佐佐木春隆.  再版. : p. 86.
2. ↑  佐佐木春隆.  再版. : p. 193.
3. ↑  陸軍本部. 小部隊戰例 （页面存档备份，存于）. 1978. 第97-102页。

1. ↑  旧満軍上尉。后为韓国陸軍中将。朝鮮戦争中因航空機事故死亡。
2. ↑  編成第2團、第7團、第19團、第16炮兵營、工兵營。负责春川的警備。
3. ↑  苏联出生。原苏軍特務長
4. ↑  7月3日改称第12師、崔忠國少将接替崔仁少将成為新師長。
5. ↑  原日軍大尉。后为韓国陸軍中将
6. ↑  原苏联軍大尉
7. ↑  元日本軍准尉。后为韓国陸軍中将。
8. ↑  由第6師、第12師、第32師（英语：32nd Division (North Korea)）组成